# آنتونی دادسان
آنتونی دادسان (انگلیسی: Antoine Dodson؛ زادهٔ ۲۷ ژوئن ۱۹۸۴) خوانندگی، ترانه‌پرداز، بازیگر اهل ایالات متحده آمریکا است. او در سال ۲۱۰، در حالی که ساکن مسکن لینکلن پارک در هانتسویل، آلاباما بود، با گزارش یک حمله ادعایی به خانه و تلاش برای تجاوز به خواهرش، با اخبار تلویزیون محلی مصاحبه کرد. این مصاحبه به یک هیجان اینترنتی تبدیل شد و منجر به "Bed Intruder Song" شد، آهنگی که توسط The Gregory Brothers تنظیم شده بود و هزاران نسخه در آی‌تیونز استور از آن فروخته شد و در لیست ۱۰۰ آهنگ داغ بیلبورد ظاهر شد.

## مصاحبه
دادسون در ۲۸ ژوئیه ۲۰۱۰، با الیزابت جنتل، گزارشگر WAFF-48 News وابسته به NBC، در رابطه با اینکه یک مزاحم قصد تجاوز به خواهرش را در اتاق خواب او در طبقه دوم، در پروژه‌های مسکن لینکلن پارک هانتسویل داشت، مصاحبه کرد. بعدها مزاحم ادعایی، رشاد کوپر، که در آن زمان هرگز توسط دادسون‌ها به پلیس معرفی و برای این حادثه متهم نشد، مخالفت کرد.

## لینک خارجی
- آنتونی دادسان در بانک اطلاعات اینترنتی فیلم‌ها (IMDb)
- Antoine Dodson at Cameo